# 板田町
板田町（いただちょう）は、愛知県岡崎市の町名である。丁番を持たない単独町名である。

## 地理
岡崎市の中部に位置する。小字が設置されている。

### 河川
- 板田川

### 小字
| - 字井ノ下（いのした） - 字入屋敷下（いりやしきした） - 字貝吹（かいふく） - 字行事（ぎょうじ） - 字沢渡り（さわたり） - 字清水本（しみずもと） - 字ソンデ（そんで） - 字土々メキ（とどめき） - 字西金剛沢（にしこんごうざわ） | - 字西流石（にしながれいし） - 字東金剛沢（ひがしこんごうざわ） - 字東流石（ひがしながれいし） - 字間名丈（まなだけ） - 字水荒井（みずあらい） - 字三角畑（みすみばた） - 字宮林（みやばやし） - 字三山口（みやまぐち） - 字家下（やした） |

## 世帯数と人口
2019年（令和元年）5月1日現在の世帯数と人口は以下の通りである。
| 町丁   | 世帯数 | 人口 |
| ------ | ------ | ---- |
| 板田町 | 31世帯 | 90人 |

### 人口の変遷
国勢調査による人口の推移
| 1995年（平成7年）  | 106人 | [ 5 ] |  |
| 2000年（平成12年） | 103人 | [ 6 ] |  |
| 2005年（平成17年） | 112人 | [ 7 ] |  |
| 2010年（平成22年） | 102人 | [ 8 ] |  |
| 2015年（平成27年） | 82人  | [ 9 ] |  |

## 小・中学校の学区
市立小・中学校に通う場合、学区は以下の通りとなる。
| 番・番地等 | 小学校               | 中学校             |
| ---------- | -------------------- | ------------------ |
| 全域       | 岡崎市立常磐南小学校 | 岡崎市立常磐中学校 |

## 歴史
額田郡板田村を前身とする。
1889年に岩中村、田口村、板田村、大井野村、箱柳村、小呂村、稲熊村が合併し、乙見村が発足。同日、板田村は消滅した。

## 施設
- 岡崎墓園
- 岡崎市斎場
- 岡崎市中央クリーンセンター
- 常磐南老人憩いの家

## その他

### 日本郵便
- 郵便番号 : 444-3171[3]（集配局：岩津郵便局[11]）。

## 参考資料
- 「角川日本地名大辞典」編纂委員会 編『角川日本地名大辞典 23 愛知県』角川書店、1989年3月8日。ISBN 4-04-001230-5。
- 有限会社平凡社地方資料センター 編『日本歴史地名大系第23巻 愛知県の地名』平凡社、1981年。ISBN 4-582-49023-9。